# 穆克斯
穆克斯（法語：Moux，法語發音：[muks] ⓘ）是法国奥德省的一个市镇，位于该省中北部偏东，属于卡尔卡松区。

## 地名
该地名“Moux”发音为[muks]，末尾字母“x”发音，《世界地名翻译大辞典》与《世界地名译名词典》将其误译作“穆”。

## 地理
穆克斯（43°10'50"N, 2°39'7"E）面积15.7 平方千米，位于法国奧克西塔尼大區奥德省，该省份为法国南部沿海省份，北起塔恩省，西北接上加龙省，西接阿列日省，南至东比利牛斯省，东临地中海，东北与埃罗省接壤。
与穆克斯接壤的市镇（或旧市镇、城区）包括：康普隆多德、杜藏、法布勒藏、丰库韦尔特、蒙特布兰代科尔比埃、圣库阿多德。
穆克斯的时区为UTC+01:00、UTC+02:00（夏令时）。

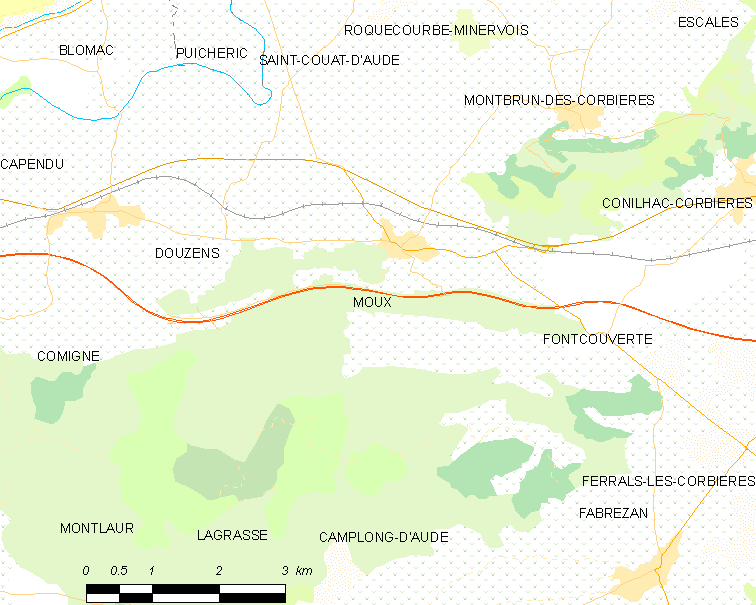
穆克斯的OSM定位图

## 行政
穆克斯的邮政编码为11700，INSEE市镇编码为11261。

## 政治
穆克斯所属的省级选区为亚拉里克山县。

## 人口

1962-2008年间穆克斯人口变化图示

穆克斯于2022年1月1日时的人口数量为715人。